# Aeroportul Isabela
Aeroportul Isabela (IATA: IBB, ICAO: SEII) este un aeroport din Provincia Galápagos, Ecuador.
Situat la o altitudine de 9 m, aeroportul dispune de o singură pistă.